# Leszek Dąbrowski
Leszek Teodozy Dąbrowski (ur. 29 listopada?/12 grudnia 1912 w Kijowie, zm. 25 czerwca 1984 w Szczecinie) – polski architekt i urbanista, dziekan Wydziału Architektury Politechniki Wrocławskiej, profesor Politechniki Szczecińskiej.

## Życiorys
W 1931 roku ukończył Państwowe Gimnazjum im. Stefana Batorego w Warszawie. Był harcerzem i następnie instruktorem 23 Warszawskiej Drużyny Harcerskiej „Pomarańczarnia”. W pierwszej połowie lat 30, w stopniu podharcmistrza, sprawował funkcję zastępcy drużynowego, faktycznie kierując drużyną w czasie nieobecności drużynowego hm. Władysława Olędzkiego, pełniącego jednocześnie kierownicze funkcje w Mazowieckiej Chorągwi Harcerzy. Był jednym z pierwszych harcerskich wychowawców późniejszych bohaterów Szarych Szeregów, m.in. Tadeusza Zawadzkiego "Zośki".
W 1939 ukończył studia na Wydziale Architektury Politechniki Warszawskiej. Jeszcze przed wybuchem II wojny światowej rozpoczął praktykę zawodową; już po wojnie, kiedy zajął się pracą naukowo-dydaktyczną, łączył obowiązki na uczelni z działalnością projektową. Przed wojną był projektantem w Sekcji Budowy Ogródków Jordanowskich w Urzędzie Wojewódzkim w Katowicach oraz w urzędzie miasta Wilna.
W 1945 znalazł się w Białymstoku, gdzie pracował jako nauczyciel w Państwowym Liceum Budowlanym. Był równocześnie naczelnikiem wydziału w Zarządzie Miejskim w Białymstoku. Od 1948 pracował w Gdańsku na Politechnice, równocześnie kierując zespołem w Biurze Planowania. W 1954 przeniósł się do Wrocławia; w latach 1954-1960 pełnił funkcję głównego architekta Wrocławia oraz prowadził zajęcia na Wydziale Architektury Politechniki Wrocławskiej. Rada tegoż Wydziału nadała mu w 1961 stopień doktora nauk technicznych, a trzy lata później stopień doktora habilitowanego. Był we Wrocławiu kolejno zastępcą profesora, starszym wykładowcą, wreszcie docentem etatowym. W 1966 objął funkcję dziekana Wydziału Architektury, ale stanowisko utracił w 1968 w ramach represji za obronę studentów w czasie strajków marcowych. Leszek Dąbrowski wystąpił wtedy publicznie w obronie studentów w czasie zorganizowanego przez władze wiecu potępiającego zajścia.
W 1970 przeszedł do pracy na Politechnice Szczecińskiej. Jako docent etatowy, a od 1973 profesor, kierował Zakładem Urbanistyki i Planowania Przestrzennego Instytutu Architektury i Planowania Przestrzennego. Od 1972 był także zastępcą dyrektora Instytutu Architektury i Planowania Przestrzennego (funkcję dyrektora pełnił w tym czasie Piotr Zaremba) oraz kierownikiem podyplomowego studium planowania przestrzennego. Na Politechnice Szczecińskiej prowadził zajęcia z urbanistyki i planowania przestrzennego — planowanie regionalne, tereny zielone, rozwój form osadniczych. Przeszedł na emeryturę w 1983.
Leszek Teodozy Dąbrowski ogłosił przeszło 50 opracowań, w tym kilka książek, monografii i skryptów, dotyczących planowania regionalnego oraz planowania terenów zielonych. Był uczestnikiem licznych krajowych i zagranicznych konferencji naukowych, pod jego kierownictwem dyplom doktorski obroniło 12 osób; był recenzentem 39 prac doktorskich, 8 rozpraw habilitacyjnych, 5 wniosków o nominacje profesorskie.
W dorobku miał też opracowania projektowe, w tym wyróżniane w konkursach Stowarzyszenia Architektów Polskich i Towarzystwa Urbanistów Polskich. Był aktywnym działaczem obu organizacji, m.in. członkiem ich władz szczebla centralnego, honorowym członkiem TUP. Uczestniczył w pracach Komitetu Architektury i Urbanistyki Polskiej Akademii Nauk oraz innych gremiów naukowych. Wspólnie ze Stanisławem Bukowskim opracował m.in. projekt regulacji Placu Katedralnego w Wilnie (w latach 1936-1937, pod kierunkiem prof. Romualda Gutta), projekt odbudowy i konserwacji kościoła w Choroszczy (1946-1948), a także niezrealizowany plan powojennej przebudowy Białegostoku (1945-1946).
Był odznaczony m.in. Złotym Krzyżem Zasługi, Krzyżem Kawalerskim Orderu Odrodzenia Polski, Odznaką Gryfa Pomorskiego i Medalem 30-lecia Polski Ludowej. Jest patronem dorocznej nagrody ufundowanej przez Oddział Stowarzyszenia Architektów Polskich w Szczecinie, przyznawanej za najlepszą pracę dyplomową obronioną w Instytucie Architektury i Planowania Przestrzennego Politechniki Szczecińskiej.